# Tossal Roig (Santa Coloma de Queralt)
El Tossal Roig és una muntanya de 746 metres que es troba al municipi de Santa Coloma de Queralt, a la comarca de la Conca de Barberà.